# Réserve naturelle nationale de Qinghai-Hoh Xil
La Réserve naturelle nationale de Qinghai-Hoh Xil (chinois : 青海可可西里国家级自然保护区), est une réserve naturelle, s'étendant sur 45 000 km2, dans la région géographique du Hoh Xil, situé dans la province du Qinghai, au Nord du plateau Qinghai-Tibet.
Elle est devenue réserve naturelle provinciale en 1995 puis réserve naturelle nationale en 1997. Elle est également inscrite au patrimoine mondiale de l'humanité 
L'antilope du Tibet migre en juin, vers cette réserve, pour donner naissance à ses petits, et repart vers septembre.

## Faune
Parmi la faune de la réserve naturelle, on peut citer :
- Antilope du Tibet (Pantholops hodgsonii) également appelée tchirou ;
- Panthère des neiges (Panthera uncia) ;
- Ours brun (Ursus arctos) ;
- Yack_sauvage (Bos mutus Przewalski, 1883 ou Bos mutus mutus Przewalski, 1883).

Au total, 74 espèces de vertébrés y ont été recensés, dont 19 mammifères, 48 oiseaux, 6 poissons et 1 reptile.

## Flore
Parmi la flore spécifique à cette réserve naturelle, on peut citer :
- Carex moorcroftii (zh) (青藏薹草) ;
- Carex pseudofoetida (无味苔草) ;
- Kobresia pygmaea (高山蒿草) ;
- Littiedalea racemosa (zh) (扇穗茅) ;
- Stipa purea (zh) (紫花针茅).

## Galerie

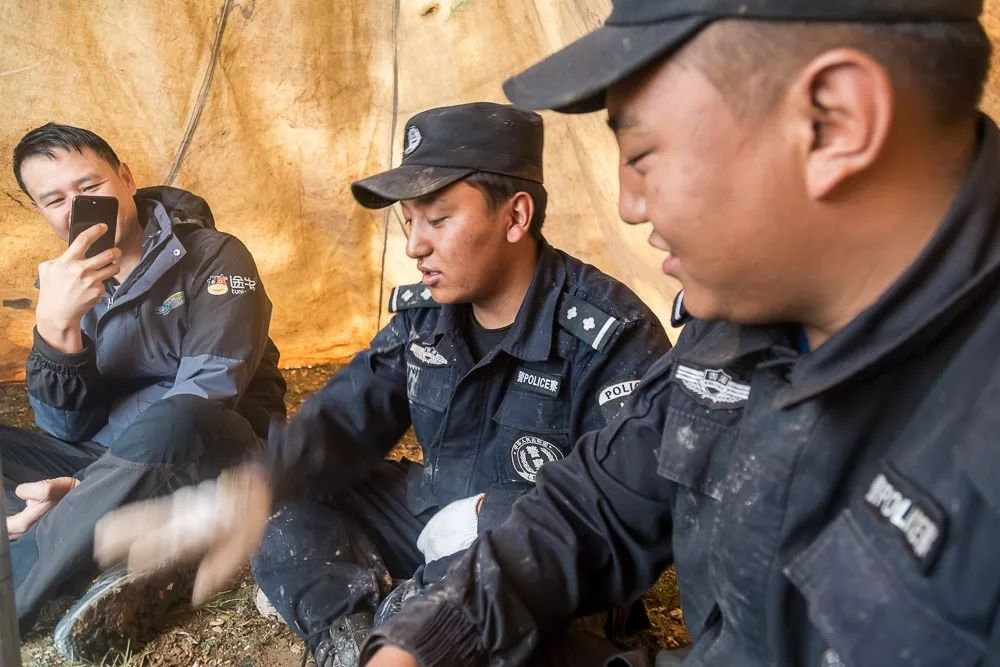
Patrouille de la réserve
Zone protégée en marron et zone tampon en bleu, sur la carte de la province du Qinghai